# James Courtney

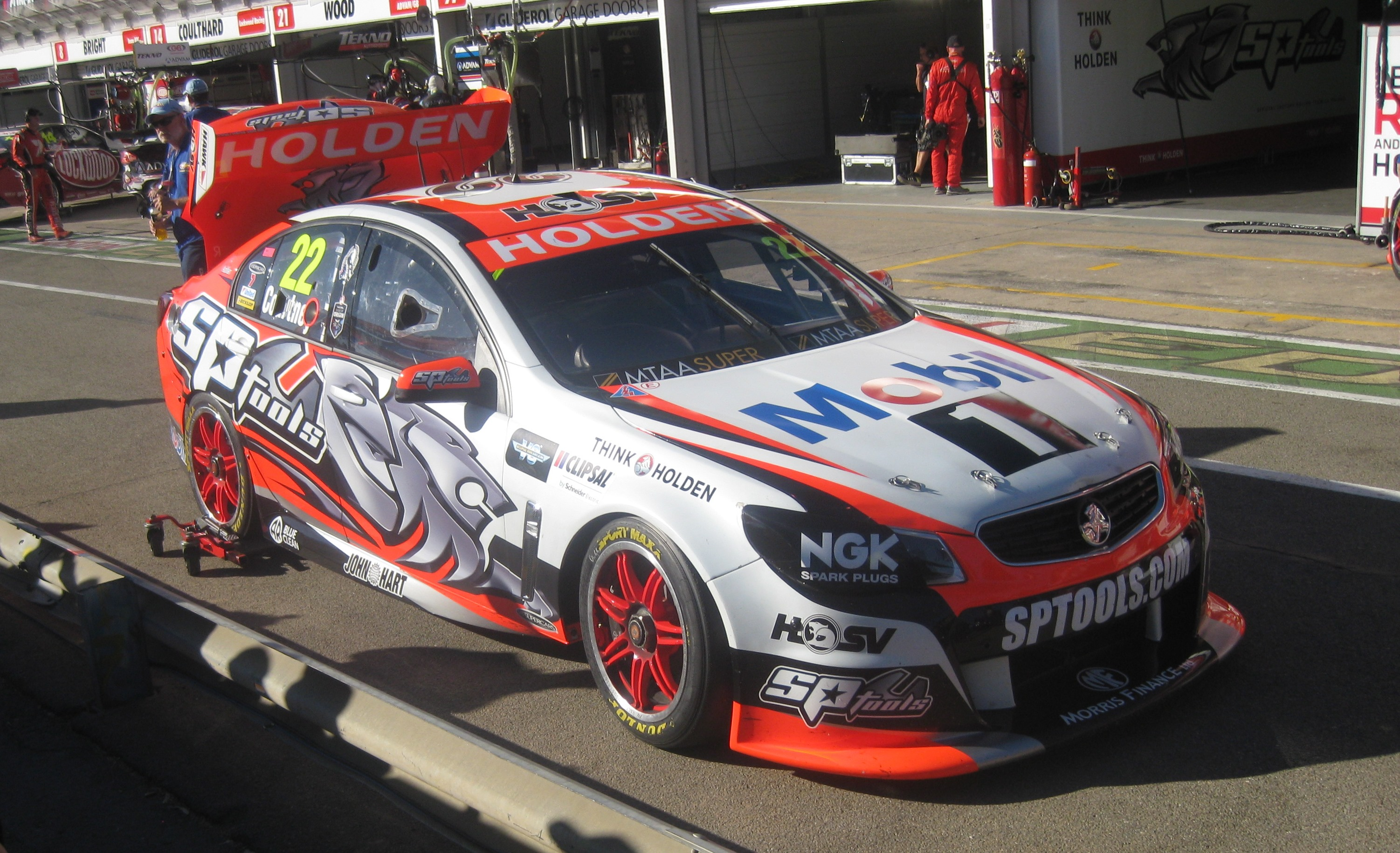
Courtneys Holden VF Commodore under premiärtävlingen 2014, Clipsal 500 i Adelaide.

James Courtney, född den 29 juni 1980 i Sydney, är en australisk racerförare.

## Racingkarriär
Courtney var en mycket framgångsrik gokartförare. Han blev juniorvärldsmästare 1995 och världsmästare i Formel A 1997. Han flyttade sedan till Europa, och blev mästare i brittiska Formel Ford 2000. 
Han flyttade sedan upp till brittiska F3-mästerskapet, där han blev fyra 2001 och tvåa 2002, innan han flyttade till Japan och Formel Nippon. Han lyckades inget vidare där under den första säsongen, varför han bytte ner sig till F3 och vann det japanska F3-mästerskapet 2004.
Courtney flyttade senare hem till Australien för att tävla i V8 Supercar 2006. Han skrev kontrakt med Stone Brothers Racing, och blev elva under sin debutsäsong, något som han följde upp med att bli nia 2007. Han tog han sin första seger på Queensland Raceway, och blev sexa totalt 2008.
Han vann mästerskapet 2010.